# A Touch of the Blues
A Touch of the Blues è il quattordicesimo album di Long John Baldry, pubblicato nel 1989 dalla Musicline Records.
È la ristampa del precedente Long John Baldry & Friends del 1987, registrato dal vivo ai Mushroom Studios di Vancouver, in Canada, il 14 settembre 1986, ma con tre tracce aggiuntive.

## Tracce
1. Goin' Down Slow
2. I Got My Mojo Workin'
3. Spoonful
4. Rake and Ramblin' Boy
5. Black Girl
6. Good Morning Blues
7. Temptation in My Heart
8. Beat Street
9. Mystery to Me

## Musicisti
- Long John Baldry - voce, chitarra a 6 e 12 corde
- Kathi McDonald - voce
- Papa John King - chitarra
- Mike Lent - basso
- Butch Coulter - armonica